# Hrîbivka, Odesa
Hrîbivka (în ucraineană Грибівка) este un sat în comuna Dalnic din raionul Odesa, regiunea Odesa, Ucraina.

## Demografie
Componența lingvistică a localității Hrîbivka
     Ucraineană (91,78%)
     Rusă (6,44%)
     Alte limbi (0,88%)
Conform recensământului din 2001, majoritatea populației localității Hrîbivka era vorbitoare de ucraineană (91,78%), existând în minoritate și vorbitori de rusă (6,44%).